# 于凌奎
于凌奎（1795年—1865年），吉林榆树县黑林镇太平川屯人，祖籍山东省潍县小东庄，清朝政治人物。

## 生平
乾隆五十年(1785年)，父于龙川携眷逃荒，到太平川落户，以农耕为来，闲时卖瓦盆。于龙川不识字，却倡导子弟读书。晚年时，对长子于凌奎说：“我老矣，顾汝宜治生，生事足，以读责汝两弟，不然家且绌矣。”凌奎遵父训，甘愿承担农耕、家事，供两个弟弟读书。道光十四年（1834年），凌辰、凌云同登乡榜，考中举人。道光二十四年（1844年），凌辰赴京殿试，中二甲进士，官至主事签分工部都水司、内阁侍读学士、大理寺卿。
于凌奎有七子，次子观霖为光绪三年（1877年）丁丑科进士，官至工部主事。三子荫霖为咸丰九年（1859年）已未科进士，授翰林院编修，累官湖北荆宜施道、广东按察使、云南布政使、安徽布政使，湖北、河南巡抚。四子蘅霖为同治十三年（1874年）甲戌科进士，官至直隶束鹿、涞水县知县、四川万县知县。五子钟霖为光绪三年（1877年）丁丑科进士，授翰林院学士，官至记名御史。长子若霖、六子藻霖、七子蔚霖皆为附贡生，候补知县。人们称于氏一门为，“叔侄五进士，兄弟两翰林。”
同治四年(1865年)，于凌奎病逝。